# Francisco de Vasconcelos da Cunha
Francisco de Vasconcelos da Cunha (c. 1590 - ?), 1.º Conde de Porto Santo, foi um administrador colonial português.

## Biografia
Foi o 11.º Governador de Cabo Verde de 1624 a 1628 e exerceu o cargo de Capitão-General na Capitania-Geral do Reino de Angola entre 4 de setembro de 1635 e 18 de outubro de 1639, tendo sido antecedido por Manuel Pereira Coutinho e sucedido por Pedro César de Meneses. 